# 千歳ワールド・マーケット・プレイスNEWS
千歳ワールド・マーケット・プレイスNEWS（ちとせワールド・マーケット・プレイス ニューズ 英：Chitose World Market Place NEWS）は、北海道千歳市に存在した商業施設。

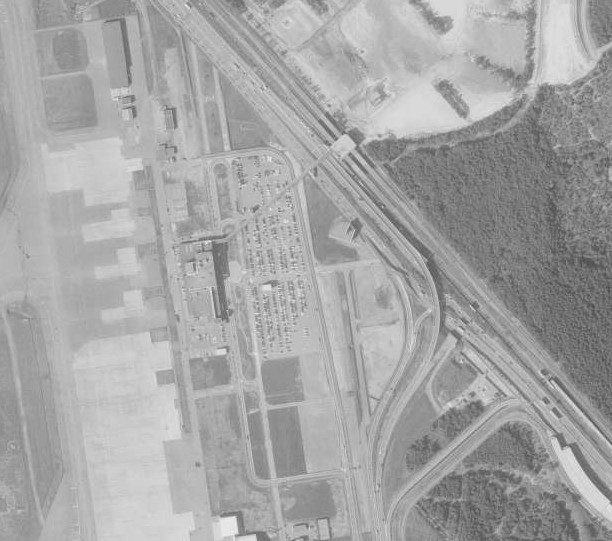
営業当時(1996年)の空中写真。南千歳駅(旧・千歳空港駅)からかつてのターミナルビルへ伸びる歩道橋は建物と同時に解体された。

## 概要
千歳空港旧旅客ターミナルビルを改装し多目的ホール・商業施設・ビジネス拠点などを備えた、輸入促進と国際貿易の円滑化を図る輸入貿易支援施設。
名称は「New-chitose Exciting World Square」や東西南北を意味する「North,East,West,South」を略したもので、世界の隅々まで開かれたビジネス拠点・情報（NEWS）の拠点となる願いを込めた。

### 開業前
1992年の新千歳空港ターミナルビル開業に伴い供用を終了した千歳空港旧ターミナルビルの活用策として、空港周辺の地理的優位性を活かす形で、通商産業省・運輸省・農林水産省・自治省による輸入促進を目的とした「FAZ（Foreign Access Zone）構想」に関する事業の展開を目的として北海道庁の主導で旧ターミナルビルを用いた輸入促進施設開発を行うこととなり道庁や道内財界を中心として1993年7月に設立準備会を設置、1994年3月に新千歳空港周辺がFAZ構想地域に認定され4月に道・国・千歳市・苫小牧市・民間企業等68団体の出資により運営を担う第3セクター「北海道エアフロント開発株式会社」（HAF）を設立。北海道空港から旧ターミナルビルの管理運営を受託する形で第1段階の輸入支援・商的流通基盤施設として開発し、この他第2段階として苫小牧市ウトナイに物流基盤施設、第3段階として千歳市柏台に複合物流施設を設ける計画としていた。
当初1994年8月の開業を予定したがバブル崩壊や立地の悪さからテナント誘致が難航し延期。1994年10月から、約14億円をかけ延床面積1.85万平米の旧ターミナルビルを改装し外装は赤・青・黄の色鮮やかな配色に新装され、約3,000平米を店舗スペースに転用した。

### 開業後
1995年3月18日に開業、テナント14店を擁し当初は月間で約8万人の来場者があったものの、その後1年せずに月3万人程度に縮小し開業初年度は3.27億円の赤字を計上。市街地から離れた地理的な難点やテナントの品揃えの悪さや売り場の狭さが集客面の課題として挙げられ、1年足らずで7店のテナントが撤退。
1996年には1階の多目的スペースを改装し商業部門を増床し、約2.6倍の約8,000平米に拡張。BLUE HOUSEなど10店舗を追加出店し来場者が2割回復、また道庁は赤字補填を目的とした補助金の拠出、HAFも北海道空港に対して施設賃借料の引き下げを要請、4階のレンタルオフィスは賃借料を外資系企業は無料・国内企業には半額とするなどして経営再建を図った。
一方でFAZ構想は本施設の不振や事業環境の変化を受けウトナイの物流施設計画を生鮮食品向けから輸入住宅関連向けに変更、輸入ルートを苫小牧港経由を主とする形に変更し本施設の必要性が低下する形となった。
1997年1月、本施設の中核店舗となるアウトドア・スポーツ用品店「ワイルドバランス」を運営していたBLUE HOUSEが破産し閉店。その後全館で営業休止となった後3月から再開している。

### 末期
1996年度時点では売上高2.34億円・経常損失2.82億円で道庁の差額賃料補助3.34億円を加え1,477万円の赤字収支として補助金で経営を維持する状況であったが、その後道庁のワーキンググループで「商業部門営業を継続すべきだが、現ビルでの営業は困難」との結論に達し、入居する8店舗・オフィス3社を移転して存続させる方向性を道庁の政策会議で合意し、1998年3月に商業部門を閉鎖。この時点で道庁の総支援額は12億円に達していた。
1998年12月には旧ターミナルビルを所有する北海道空港が国への土地使用料と維持費に見合う収入を確保できないことから解体を決定。1999年1月、道庁の事業再評価「時のアセスメント」にてFAZ計画の中止を決定し、HAFを任意整理する事とし14億900万円の負債を抱え3月に自己破産。その後1999年6月時点ではレンタカー会社の営業所が入居していたものの、2001年1月に南千歳駅からの連絡橋と合わせ解体された。

## 館内
- 4階「ビジネスプラザ」 - レンタルオフィス、会議室などを設置した貿易関連ビジネスのサポート拠点[3]。
- 3階「コミュニティ・フロア」 - レストランや小型遊戯施設を設置[3]。
- 2階「ショッピング・フロア」 - アメリカのジーンズ専門店・ヨーロッパのブランド品を扱う洋品店・アウトレット店等[4]、FAZ構想第1段階中心事業となる海外商品を扱う商業施設や[3]、JETROのFAZセンターを設置[7]。
- 1階「イベント・フロア」 - 1264平米・753平米・227平米各1室の多目的ホールを設け[7]、イベント等を開催する情報発信スペース[3]。レンタカー店も併設[1]、1996年5月以降は商業施設に転用[5]。